# Battaglia di Cremona
La battaglia di Cremona è stata una battaglia che ebbe luogo il 1º febbraio 1702 presso Cremona, nel corso della guerra di successione spagnola, e vide fronteggiarsi tra loro le forze della Monarchia asburgica e del Regno di Francia.